# Nitrure de zirconium
Le nitrure de zirconium est un composé chimique de formule ZrN. Il s'agit d'une céramique ultraréfractaire ultradure de couleur dorée ayant de nombreuses applications en raison de ses propriétés particulières. Il présente notamment, à température ambiante, une résistivité de 12,0 µΩ·cm, un coefficient thermique de résistivité de 5,6 × 10−8 Ω·cm·K-1, un paramètre cristallin de 457,5 pm et une température de transition supraconductrice de 10,4 K. La dureté d'un monocristal de ZrN vaut 22,7 ± 1,7 GPa pour un module d'élasticité de 450 GPa. Il présente la même structure cristalline que le chlorure de sodium NaCl, dans le groupe d'espace Fm3m. Les propriétés physiques du nitrure de zirconium sont semblables à celles du nitrure de titane, le zirconium étant situé sous le titane dans le groupe 4 du tableau périodique.
Le nitrure de zirconium peut être utilisé pour réaliser des matériaux réfractaires, des cermets et des creusets de laboratoire. Il est couramment utilisé pour enrober divers instruments et outils par dépôt chimique en phase vapeur (CVD), comme le matériel médical, des pièces mécaniques comme des forets, des composants pour la construction automobile et aérospatiale, et plus généralement toute surface soumise à l'usure ou à des environnements corrosifs.

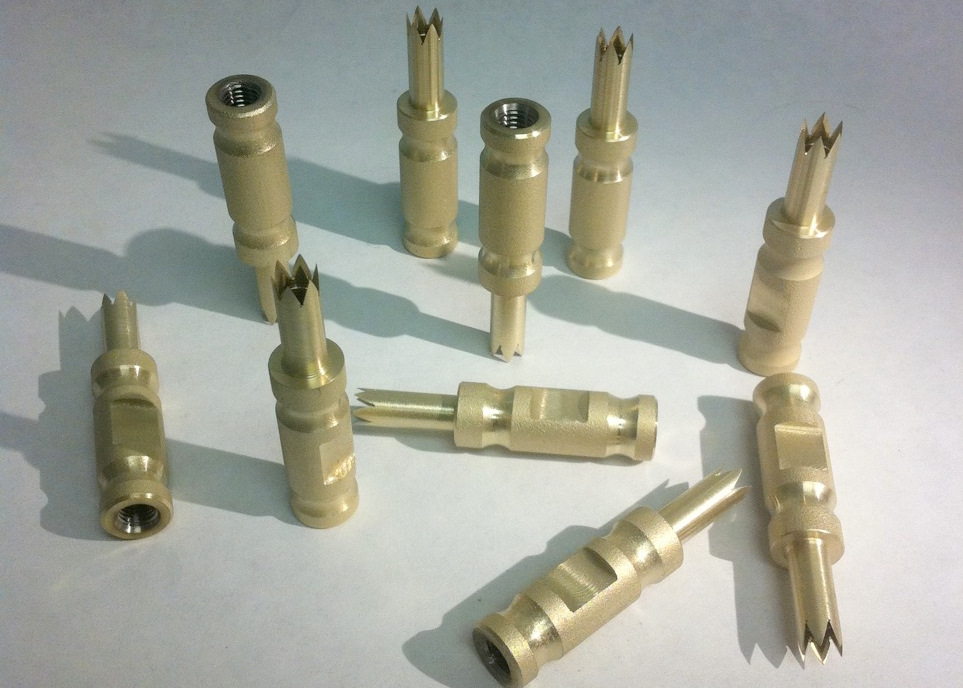
Poinçons destinés à percer des trous dans des pièces en plastique revêtus d'une couche de nitrure de zirconium, reconnaissable à sa couleur dorée.